# إيرل بيلامي
إيرل بيلامي (بالإنجليزية: Earl Bellamy)‏ هو منتج أفلام ومخرج أمريكي، ولد في 11 مارس 1917 في منيابولس في الولايات المتحدة، وتوفي في 30 نوفمبر 2003 في ألباكركي في الولايات المتحدة بسبب نوبة قلبية.

## وصلات خارجية
- إيرل بيلامي على موقع IMDb (الإنجليزية)
- إيرل بيلامي على موقع روتن توميتوز (الإنجليزية)
- إيرل بيلامي على موقع ألو سيني (الفرنسية)
- إيرل بيلامي على موقع أول موفي (الإنجليزية)
- إيرل بيلامي على موقع قاعدة بيانات الأفلام السويدية (السويدية)
- إيرل بيلامي على موقع قاعدة بيانات الفيلم (الإنجليزية)
- إيرل بيلامي على موقع كينوبويسك (الروسية)